# Hank Biasatti
Henry Arcado « Hank » Biasatti, né le 14 janvier 1922 à Beano, dans la commune de Codroipo, en Italie et décédé le 20 avril 1996, à Dearborn, dans le Michigan, aux États-Unis, est un ancien joueur canadien de basket-ball et de baseball. Il évolue durant sa carrière de basketteur au poste d'arrière et de joueur de premier but au baseball.